# Activité cométaire
Cet article court présente un sujet plus développé dans : Comète et Astéroïde actif.
L'activité cométaire peut être définie comme le développement d'une faible atmosphère entourant le noyau solide d'un petit corps du Système solaire. Il s'agit d'un critère suffisant qui permet de distinguer les comètes des autres petits corps. Le développement de cette faible atmosphère est dû à la sublimation des éléments glacés contenus dans le noyau. Cette sublimation est induite par le réchauffement du noyau lorsque celui-ci se rapproche du Soleil.

## Comète ou astéroïde
Philippe Rousselot de l'observatoire de Besançon revient sur la différence entre astéroïde et comète, qu'il juge non évidente parce que différentes définitions coexistent et elles ne sont pas toutes mutuellement consistantes ; il avance 3 critères différenciateurs :
1. une comète est caractérisée par la présence d'une coma ;
2. une comète est composée d'une fraction substantielle d'éléments glacés (objet condensé au-delà de la « ligne des glaces ») ;
3. le paramètre de Tisserand d'un astéroïde est TJ>3 alors qu'on a 2<TJ<3 pour les comètes de la famille de Jupiter et TJ<2 pour celles de la famille de Halley.

L'activité cométaire est ainsi définie par la seule présence de cette « atmosphère » appelée chevelure, ou également coma. Les comètes peu actives peuvent donc parfaitement n'avoir aucune queue. C'est d'ailleurs ce qui est le plus courant dans le Système solaire. Ainsi, les comètes aisément visibles à l'œil nu grâce à leur queue sont plutôt rares, alors même que les astronomes signalent en moyenne l'apparition de deux comètes par mois.